# アレッサンドロ・クレシェンツィ
アレッサンドロ・クレシェンツィ（イタリア語: Alessandro Crescenzi、1991年9月25日 - ）は、イタリア・ラツィオ州マリーノ出身のサッカー選手。モンテロージ・トゥーシアFC所属。ポジションはDF（主に左サイドバック）。

## 経歴
ASローマのプリマヴェーラ出身で、2009年5月に17歳でトップチームデビュー。元々は右サイド専門だったが、当時の下部組織の監督であったアンドレア・ストラマッチョーニに左サイドにコンバートされ、評価を確立させた。ローマでのリーグ戦出場は1試合のみで、翌2009-10シーズンからはセリエBの各クラブへのレンタルで経験を積み重ねている。
2012-13シーズンは、セリエAに昇格したデルフィーノ・ペスカーラ1936へレンタル移籍したものの、アントニオ・バルザーノの厚い壁に阻まれ、コッパ・イタリアのみの出場に留まった。2013年1月25日、ノヴァーラ・カルチョへレンタル移籍。
2015-16シーズンはペスカーラにシーズンローンの形で復帰すると、翌シーズンより300万ユーロの移籍金で同クラブへ完全移籍となった。
2018年7月13日、エラス・ヴェローナFCに移籍した。
2020年1月28日、USクレモネーゼに2019-20シーズン終了までのローン移籍で加入したことが発表された。
2022年9月29日、ペスカーラに復帰した。

## 代表歴
各アンダー世代のイタリア代表に選出されており、2011年にはトゥーロン国際トーナメントに出場している。

## エピソード
ASバーリに加入して間もない2011年8月、チームでの食事中に同僚のサルヴァトーレ・マジエッロとズデニェク・ズラーマルが口論を始めるとこれに巻き込まれ、割れた皿で腕を40針を縫う大怪我を負った。その後、マジエッロはクラブから解雇された。